# 1910 في كندا
فيما يلي قوائم الأحداث التي وقعت خلال عام 1910 في كندا.

## سياسة

### تعيين في المنصب
- 1 يناير – إل. د. تايلور عمدة فانكوفر ‏.
- 1 يناير – بنجامين روجرز Lieutenant Governor of Prince Edward Island [الإنجليزية]‏.
- 1 يناير – جورج دبليو. براون الحاكم العام لمقاطعة ساسكاتشوان [الإنجليزية]‏.
- 12 يناير – ويليام روش عضو مجلس الشيوخ الكندي ‏.
- 5 مارس – جون هاي عضو الجمعية الوطنية في كيبك [الإنجليزية]‏.

### انتهاء فترة المنصب
- 1 يناير – جورج الكسندر دراموند عضو مجلس الشيوخ الكندي ‏.
- 1 يناير – دونكان كاميرون فرازير نائب حاكم نوفا سكوشا [الإنجليزية]‏.
- 6 أبريل – جون كاميرون bishop of Antigonish ‏.

## مواليد

### يناير
- 1 يناير – جورج دبليو. كلارك سياسي كندي.[1]
- 1 يناير – راسيل بيكر[2]
- 4 يناير – آرثر فيلنوف رسام كندي.
- 11 يناير – ديف كير لاعب هوكي جليد كندي.
- 15 يناير – كليمنت كورمير
- 27 يناير – آبي هارون
- 28 يناير – بيل هوتون لاعب هوكي جليد كندي.

### فبراير
- 2 فبراير – دايسون كارتر[3]
- 3 فبراير – روبرت نوبل
- 11 فبراير – اريك وايلد
- 19 فبراير – غورد ريد لاعب هوكي جليد كندي.
- 21 فبراير – ميلتون إل. كلاين سياسي كندي.[4]
- 22 فبراير – إيرل روش لاعب هوكي جليد كندي.
- 24 فبراير – صموئيل ديلبرت كلارك عالم اجتماع كندي.[5]
- 27 فبراير – جيمي أورلاندو لاعب هوكي جليد كندي.
- 27 فبراير – روبرت برايس اقتصادي كندي.

### مارس
- 1 مارس – بول هاينز لاعب هوكي جليد كندي.
- 1 مارس – تيدي موريس
- 12 مارس – جيرمان كارون سياسي كندي.
- 16 مارس – اريك غورني كاريكاتيري كندي.
- 22 مارس – ماكسويل ديكون لاعب هوكي جليد كندي.

### أبريل
- 2 أبريل – وارد هوكينز كاتب أمريكي.
- 12 أبريل – موراي جي. روس[6]
- 24 أبريل – جون نيومان لاعب هوكي جليد كندي.
- 29 أبريل – ألدا ويلسون رياضية كندية.

### مايو
- 6 مايو – نورمان كولينغز لاعب هوكي جليد كندي.
- 8 مايو – جورج موغان ملاكم كندي.
- 10 مايو – إيريك بيرن[7]
- 31 مايو – جورج وولف فارس كندي.[8]

### يونيو
- 2 يونيو – إيرهارد هيلر لاعب هوكي جليد كندي.
- 2 يونيو – فلورنسا بيل مدرس من كندا.
- 18 يونيو – جون وينديل هولمز دبلوماسي كندي.
- 19 يونيو – رولاند ريتشي
- 21 يونيو – تشارلز جونز ملحن كندي.[9]
- 26 يونيو – هاك سيمبسون لاعب هوكي جليد كندي.

### يوليو
- 2 يوليو – لورني كار لاعب هوكي جليد كندي.[10]
- 7 يوليو – دوريس مكارثي فنانة كندية.[11]
- 9 يوليو – تومي بورنس
- 10 يوليو – جيمس ستيوارت لاعب كرة سلة كندي.
- 10 يوليو – كوزيت لي ممثلة كندية.
- 10 يوليو – ويليام كلارك
- 14 يوليو – بيل هدسون لاعب هوكي جليد من الولايات المتحدة الأمريكية.
- 17 يوليو – جيمس كوين
- 21 يوليو – ألكسندر هيرد متزلج سريع كندي.
- 22 يوليو – رود ويب سياسي كندي.[12]

### أغسطس
- 18 أغسطس – روبرت وينترز سياسي كندي.[13]
- 19 أغسطس – بروس بير سياسي كندي.[14]
- 19 أغسطس – جون أرشيبالد ميلز سياسي كندي.
- 22 أغسطس – إليزابيث تشيتر[15]
- 25 أغسطس – إثيل شتارك[16]

### سبتمبر
- 13 سبتمبر – دون سمايلي لاعب هوكي جليد كندي.
- 13 سبتمبر – غوردون بورتون غرانت سياسي كندي.
- 15 سبتمبر – ألين راسيل باتريك سياسي كندي.
- 21 سبتمبر – آن ويلكينسون شاعرة كندية.[17]
- 21 سبتمبر – هاري أرشيبالد سياسي كندي.
- 29 سبتمبر – تيموثي بلير ماكلين

### أكتوبر
- 8 أكتوبر – راي لويس منافِس أوليمبي كندي.[18]
- 15 أكتوبر – جين تومبسون منافِسة أوليمبية كندية.
- 16 أكتوبر – دوجلاس والتون ممثل كندي.[19]
- 21 أكتوبر – بولين ميلز ماكجيبون
- 25 أكتوبر – جيري شانون لاعب هوكي جليد كندي.[20]
- 27 أكتوبر – جاك كارسون[21]

### نوفمبر
- 8 نوفمبر – بوب غراسي لاعب هوكي جليد كندي.
- 12 نوفمبر – بيرت بيير لاعب هوكي جليد كندي.
- 18 نوفمبر – إدوين بيلانجر[22]
- 24 نوفمبر – إيرل روبرتسون لاعب هوكي جليد كندي.
- 29 نوفمبر – هيلدا كي غرانت كاتبة كندية.

### ديسمبر
- 1 ديسمبر – لويس سلوتن[23]
- 7 ديسمبر – رود كاميرون[24]

## وفيات

### يناير
- 1 يناير – صموئيل ماكدونل (مواليد 1834) سياسي كندي.[25]
- 1 يناير – ويليام ريني (مواليد 1835) فلاح كندي.

### فبراير
- 12 فبراير – ألين إدوين تومسون (مواليد 1855) سياسي كندي.
- 26 فبراير – أديلايدي هودليس (مواليد 1858) ناشطة كندية.

### مارس
- 8 مارس – ستراكان بيثيون (مواليد 1821) محامي كندي.
- 24 مارس – غالين كلارك (مواليد 1814)[26]

### أبريل
- 6 أبريل – جون كاميرون (مواليد 1827) كهنوت كندي.[27]
- 9 أبريل – بوب أدي (مواليد 1845) لاعب كرة قاعدة من الولايات المتحدة الأمريكية.

### يونيو
- 22 يونيو – ويليام جيمس لويس (مواليد 1830) سياسي كندي.[28]

### أغسطس
- 14 أغسطس – حزقيال ستون يغينز (مواليد 1839)

### سبتمبر
- 1 سبتمبر – بيتر مكاي (مواليد 1836) سياسي كندي.[29]
- 2 سبتمبر – جيمس كوان (مواليد 1831) سياسي كندي.
- 2 سبتمبر – هكتور فابر (مواليد 1834) دبلوماسي كندي.[30]
- 3 سبتمبر – جورج كوان (مواليد 1831) سياسي كندي.
- 13 سبتمبر – جون بيتر كيرك (مواليد 1837) سياسي كندي.[31]
- 22 سبتمبر – تشارلز نيلسون سكينر (مواليد 1833) سياسي كندي.[32]
- 27 سبتمبر – دونكان كاميرون فرازير (مواليد 1845) سياسي كندي.[33]